# 135 aC
El 135 aC  va ser un any del calendari romà prejulià. Durant la República i l'Imperi Romà es coneixia com l'Any del Consolat de Pisó i Flac o també any 619 Ab urbe condita o de la fundació de la ciutat). L'ús del nom «135 aC» per referir-se a aquest any es remunta a l'alta edat mitjana, quan el sistema Anno Domini va ser el mètode de numeració dels anys més comú a Europa.

## Esdeveniments

### Antiga Grècia
- Marc Cosconi és pretor, i lluita amb èxit contra els escordiscs a Tràcia.[2]

### Judea
- Ptolemeu de Jericó, d'acord amb el rei selèucida Antíoc VII Sidetes, organitza una conspiració per obtenir el govern de Judea per compte dels selèucides, i en un banquet s'apodera del seu sogre Simó i l'executa junt amb dos dels seus fills, Judes i Mataties. El tercer fill, Joan Hircà es pot escapar i es proclama gran sacerdot.[3]

### República Romana
- Aquest any són elegits cònsols Quint Calpurni Pisó i Servi Fulvi Flac.[2]
- Fulvi Flac sotmet els vardeis d'Il·líria, i Calpurni Pisó és enviat a Hispània.

### Sicília
- Comença la primera guerra servil, un aixecament dels esclaus de Sicília contra els romans, que va acabar en fracàs. La revolta l'inicia Eunus, un esclau que afirma ser profeta i un altre esclau sicilià anomenat Cleó n'és el comandant general.[4]
- El pretor Calpurni Pisó és enviat a Sicília per fer front a la revolta dels esclaus, i pateix una derrota vergonyosa.[5]

### Hispània
- El cònsol Quint Calpurni Pisó té l'ordre de lluitar contra la ciutat celtibera de Numància. No l'ataca, però saqueja la zona a l'entorn de la ciutat de Pallantia.[6]

## Naixements
- Posidoni, polític, geògraf, astrònom, historiador i filòsof estoic grec (data aproximada).[7]

## Necrològiques
- Menandre I, rei indogrec.[8]